# Лоуэнс, Курт
Курт Ло́уэнс (англ. Curt Lowens; 17 ноября 1925[…], Ольштын, Пруссия, Германия — 8 мая 2017[…], Беверли-Хиллз, Калифорния) — американский (немецкого происхождения) актёр театра, кино и телевидения. Курт пережил Холокост. Во время войны спас множество еврейских детей. Снимался до 88-летнего возраста.

## Биография
Курт Левенштейн родился 17 ноября 1925 года в городе Алленштейн, Восточная Пруссия (ныне этот город называется Ольштын и принадлежит Польше) в еврейской семье. Его отец был уважаемым адвокатом, а мать активно сотрудничала с местными еврейскими общинными организациями. Карьера его отца пошла на спад с 1933 года из-за потери клиентов после захвата Германии нацистами, поэтому в 1936 году семья переехала в Берлин, надеясь, что крупная еврейская община города поможет им.
Подросток получал религиозное образование в Синагоге на Фазаненштрассе под началом раввина Манфреда Сварсенски. В ходе Хрустальной ночи в ноябре 1938 года нацисты сожгли его школу-синагогу. В начале 1939 года Курт был признан «достигшим религиозного совершеннолетия».
Примерно в это время, за несколько месяцев до начала Второй мировой войны, старший брат Курта, Хайнц, успешно иммигрировал в Великобританию. Курт и его родители застали начало войны в Германии, они планировали уехать в США в начале 1940 года через нейтральные на то время Нидерланды. В мае 1940 года семья ожидала своего парохода Роттердам—Нью-Йорк, но за день до их отъезда нацисты вторглись в страну. В течение первых двух лет немецкой оккупации отец Курта работал на канцелярской работе в Еврейском совете Амстердама, что первоначально спасло семью от депортации в Освенцим. В июне 1943 года Курт и его мать были неожиданно схвачены и отправлены в концлагерь Вестерборк, но вскоре были освобождены благодаря связям его отца. После этого семья перешла на нелегальное положение, каждый поодиночке, так как так было легче найти спасение в домах сочувствующих евреям. В январе 1944 года мать Курта скончалась в полулегальной католической больнице. Тем временем юноша, взявший фальшивое имя Бен Йостен, вступил в подпольную голландскую ячейку, занимавшуюся спасением еврейских детей.
К концу войны на счету этой организации числилось около 150 спасённых детей. Кроме того, Курт оказал помощь экипажам двух сбитых самолётов ВВС США, за что позднее получил благодарность от генерала Дуайта Эйзенхауэра. После окончания войны молодой человек присоединился к британскому Восьмому корпусу в качестве переводчика, помогая британцам в домашнем аресте оставшихся нацистских лидеров во Фленсбурге в мае 1945 года.
В 1947 году Курт, его отец и мачеха иммигрировали в США. Юноша «англизировал» свою фамилию с Левенштейн на Лоуэнс, и начал брать уроки актёрского мастерства в нью-йоркской студии Герберта Бергхофа. В 1955 и 1959 годах снялся в небольших ролях в двух эпизодах двух телесериалов, а с 1960 года начал регулярную карьеру характерного актёра как в кино и на телевидении. Снимался на протяжении более полувека, появившись за это время в более чем 130 фильмах и сериалах (всегда во второстепенных или эпизодических ролях). Основной актёрский образ — немецкие офицеры, неоднократно играл русских, французов и поляков. В 1951—1952, 1957 и 1965 годах сыграл роли в трёх бродвейских постановках.
Курт Лоуэнс скончался 8 мая 2017 года в городе Беверли-Хиллз (штат Калифорния) от естественных причин (актёру был 91 год).

### Семья
23 ноября 1968 года Лоуэнс женился на женщине, не связанной с кинематографом, по имени Кэтрин Гилфорд. Брак продолжался 48 лет до самой смерти жены в декабре 2016 года.

## Бродвей
- 1951—1952 — Лагерь для военнопленных № 17 / Stalag 17 — фашист-охранник[8]
- 1957 — Первый джентльмен[англ.] / The First Gentleman — лакей
- 1965 — Нулевой почтовый штемпель / Postmark Zero

## Избранная фильмография

### Широкий экран
- 1960 — Чочара / La ciociara — немецкий офицер зенитной батареи (фильм производства Франция—Италия)
- 1961 — Оборотень[англ.] / Lycanthropus — директор Свифт (фильм производства Италии)
- 1963 — Веронский процесс[англ.] / Il processo di Verona — немецкий капитан (фильм производства Италии)
- 1967 — Тобрук[англ.] / Tobruk — немецкий полковник
- 1967 — Контрапункт[англ.] / Counterpoint — капитан Клингерман
- 1969 — Тайна Санта-Виттории / The Secret of Santa Vittoria — полковник Шеер
- 1971 — Вальс Мефистофеля[англ.] / The Mephisto Waltz — шеф агентства
- 1975 — Гинденбург / The Hindenburg — лифтёр Фелбер
- 1976 — Швейцарский заговор[англ.] / The Swiss Conspiracy — Коста
- 1977 — Обратная сторона полуночи / The Other Side of Midnight — Генри Корреджер
- 1979 — Ракета Икс — Тайная миссия «Нейтронная бомба»[англ.] / Missile X — Geheimauftrag Neutronenbombe — русский учёный (фильм производства ФРГ—Италия—Испания)
- 1982 — Огненный лис / Firefox — доктор Шуллер
- 1982 — Существо / The Entity — доктор Уилкс
- 1983 — Быть или не быть / To Be or Not to Be — офицер аэропорта
- 1992 — Ночной отбой / A Midnight Clear — старый немецкий солдат
- 1993 — Человек-робот / Mandroid — Драго
- 1993 — Книга мёртвых / Necronomicon — мистер Хокинс
- 1995 — Аврора: Операция «Перехват»[англ.] / Aurora: Operation Intercept — доктор Заборщин
- 1997 — Река утопленников[англ.] / River Made to Drown In — землевладелец
- 2005 — Ювелир / The Cutter — полковник Спирман
- 2008 — Чудо святой Анны / Miracle at St. Anna — доктор Эвертон Брукс
- 2009 — Ангелы и демоны / Angels & Demons — кардинал Эбнер
- 2012 — Она хочет меня[англ.] / She Wants Me — дедушка Арни

### В титрах не указан
- 1961 — Франциск Ассизский[англ.] / Francis of Assisi — монах
- 1961 — Варавва / Barabbas — ученик-последователь
- 1962 — Четыре дня Неаполя / Le quattro giornate di Napoli — Сакау
- 1966 — Разорванный занавес / Torn Curtain — офицер Народной полиции на блокпосту

### Телевидение
- 1966 — В бою[англ.] / Combat! — капитан Хаус (в эпизоде Ask Me No Questions[англ.])
- 1966 — Вертикальный взлёт[англ.] / 12 O’Clock High — разные роли (в 3 эпизодах)
- 1966 — Я, шпион[англ.] / I Spy — Журницки (в эпизоде Will the Real Good Guys Please Stand Up?)
- 1966—1969 — Миссия невыполнима / Mission: Impossible — разные роли (в 3 эпизодах)
- 1966—1969 — ФБР / The F.B.I. — разные роли (в 4 эпизодах)
- 1967 — Герои Хогана[англ.] / Hogan’s Heroes — капитан гестапо (в эпизоде Хоган и леди Доктор[англ.])
- 1967 — К.О.Т.[англ.] / T.H.E. Cat — Джон Радек (в эпизоде Twenty-One and Out)
- 1967—1968 — Гориллы Гаррисона[англ.] / Garrison’s Gorillas — разные роли (в 3 эпизодах)
- 1968 — Спасай свою жизнь[англ.] / Run for Your Life — Рудольф Фишер (в эпизоде The Exchange)
- 1969 — Требуется вор[англ.] / It Takes a Thief — разные роли (в 2 эпизодах[англ.])
- 1971—1972 — Медицинский центр[англ.] / Medical Center — Гарри Швинн (в 2 эпизодах[англ.])
- 1973 — Менникс[англ.] / Mannix — доктор Сэм Вайман (в эпизоде Carol Lockwood, Past Tense[англ.])
- 1973, 1975 — Детектив Кэннон[англ.] / Cannon — разные роли (в 2 эпизодах[англ.])
- 1974 — Волшебник[англ.] / The Magician — Карл Почек (в эпизоде The Illusion of Black Gold)
- 1974 — МЭШ / M*A*S*H — полковник Бланш (в эпизоде A Full Rich Day)
- 1974, 1977 — Улицы Сан-Франциско / The Streets of San Francisco — разные роли (в 2 эпизодах[англ.])
- 1974—1977 — Человек на шесть миллионов долларов[англ.] / The Six Million Dollar Man — разные роли (в 4 эпизодах[англ.])
- 1975 — Доктор Маркус Уэлби / Marcus Welby, M.D. — доктор Спандо (в эпизоде The Strange Behavior of Paul Kelland[англ.])
- 1975, 1979 — Барнаби Джонс[англ.] / Barnaby Jones — разные роли (в 2 эпизодах[англ.])
- 1976—1977 — Чудо-женщина / Wonder Woman — генерал Ульрих (в 3 эпизодах[англ.])
- 1977 — Человек из Атлантиды[англ.] / Man from Atlantis — Эмиль (в эпизоде Man from Atlantis — пилотный эпизод)
- 1979 — Звёздный крейсер «Галактика» / Battlestar Galactica — Креббс (в эпизоде Greetings from Earth)
- 1980 — Звёздный крейсер «Галактика» 1980[англ.] / Galactica 1980 — немецкий командир (в 2 эпизодах)
- 1981 — Вегас[англ.] / Vegas — Ласло Самански (в эпизоде Seek and Destroy[англ.])
- 1981, 1985 — Династия / Dynasty — разные роли (в 2 эпизодах[англ.])
- 1982 — Супруги Харт / Hart to Hart — мистер ЛаДжои (в эпизоде Hart of Diamonds[англ.])
- 1982 — Величайший американский герой[англ.] / The Greatest American Hero — Жилов (в эпизоде It's All Downhill from Here[англ.])
- 1982 — Ремингтон Стил / Remington Steele — Клод (в эпизоде Tempered Steele[англ.])
- 1982 — Верни их живыми[англ.] / Bring 'Em Back Alive — Бреммер (в эпизоде The Reel World of Frank Buck)
- 1983 — Кто полюбит моих детей?[англ.] / Who Will Love My Children? — Фриц
- 1983 — Сказки Золотой обезьяны[англ.] / Tales of the Gold Monkey — Морис ЛаБатье (в эпизоде Last Chance Louie)
- 1983 — V / V — доктор Морис Янковски (в 2 эпизодах)
- 1984 — Хардкасл и Маккормик[англ.] / Hardcastle and McCormick — метрдотель (в эпизоде The Georgia Street Motors)
- 1984 — Пугало и миссис Кинг[англ.] / Scarecrow and Mrs. King — Борчев (в эпизоде Weekend[англ.])
- 1984—1992 — Дни нашей жизни / Days of Our Lives — разные роли (в 5 эпизодах)
- 1985 — Рыцарь дорог / Knight Rider — доктор фон Ворман (в эпизоде Junk Yard Dog[англ.])
- 1985 — Валленберг: История героя[англ.] / Wallenberg: A Hero’s Story — Дитер Вислечени
- 1986 — Команда «А» / The A-Team — Замятин, сотрудник посольства СССР (в эпизоде The A-Team Is Coming, the A-Team Is Coming[англ.])
- 1986 — Ньюхарт[англ.] / Newhart — Чарльз (в эпизоде Utley, Can You Spend a Dime?[англ.])
- 1987 — Секретный агент Макгайвер / MacGyver — Стэнли Берренджер (в эпизоде Dalton, Jack of Spies[англ.])
- 1989 — Главный госпиталь / General Hospital — Клод Доне (в 5 эпизодах)
- 1989 — Нация пришельцев / Alien Nation — консьерж (в эпизоде Contact)
- 1989 — Монстры[англ.] / Monsters — доктор Мортон (Потрошитель) (в эпизоде Reaper[англ.])
- 1989 — Она написала убийство / Murder, She Wrote — мистер Форест (в эпизоде Test of Wills[англ.])
- 1989 — Ночной суд[англ.] / Night Court — Пьер (в эпизоде Branded: Part 2[англ.])
- 1990 — Тайны отца Даулинга / Father Dowling Mysteries — Франц Бауэр (в эпизоде The Legacy Mystery[англ.])
- 1991 — Мэтлок / Matlock — гостиничный служащий (в эпизоде The Parents[англ.])
- 1994 — Вавилон-5 / Babylon 5 — Варн (в 2 эпизодах)
- 1998 — Солдаты удачи / Soldier of Fortune, Inc. — консьерж (в эпизоде When the Hammer Falls)
- 1998 — Гудини[англ.] / Houdini — Сэмюэл Вайс
- 1999 — Крестовый поход / Crusade — старик (в эпизоде Patterns of the Soul)
- 2004 — Скорая помощь / ER — Боб Джонс (в эпизоде Where There’s Smoke)
- 2004 — Детектив Раш / Cold Case — Ричард (в эпизоде Factory Girls)
- 2009 — Вспомни, что будет / FlashForward — Рудольф Гейер (в эпизоде 137 Sekunden)
- 2011 — Сверхвоины / Supah Ninjas — Мечанов (в эпизоде Mechanov)
- 2013 — В норме / Legit — Фред (в эпизоде Hat Hair)

### Озвучивание
Компьютерные игры, аниме (англоязычные адаптации)
- 2002 — Medal of Honor: Allied Assault — второстепенные персонажи
- 2002 — Medal of Honor: Frontline — второстепенные персонажи
- 2005 — Medal of Honor: European Assault[англ.] — Граф фон Шредер / фон Крупп
- 2006 — Хеллсинг / HELLSING — Абрахам Ван Хельсинг (в эпизоде Hellsing Ultimate, Vol. 2)